# Lichana
Lichana (în arabă لشانة) este o comună din provincia Biskra, Algeria.
Populația comunei este de 9.852 de locuitori (2008).